# Chalcydiusz
Chalcydiusz (III/IV wiek) – diakon, rzymski filozof
Był autorem komentarza do Timajosa Platona. Dzieło to przekazuje teksty wcześniejszych komentatorów Platona, dzięki czemu umożliwiło poznanie myśli tego filozofa w średniowieczu.